# Fontana (metropolitana di Barcellona)
Fontana è una stazione della linea 3 della metropolitana di Barcellona situata sotto il Carrer Gran de Gràcia, nel distretto di Gràcia di Barcellona.
La stazione inaugurata nel 1925 faceva parte dell'allora Gran Metro del Barcelona, anche se la stazione aprì alcuni mesi dopo l'inaugurazione ufficiale della linea. Nel 1982, con la riorganizzazione delle linee, la stazione passò alla nuova L3.